# Nernst Hanson

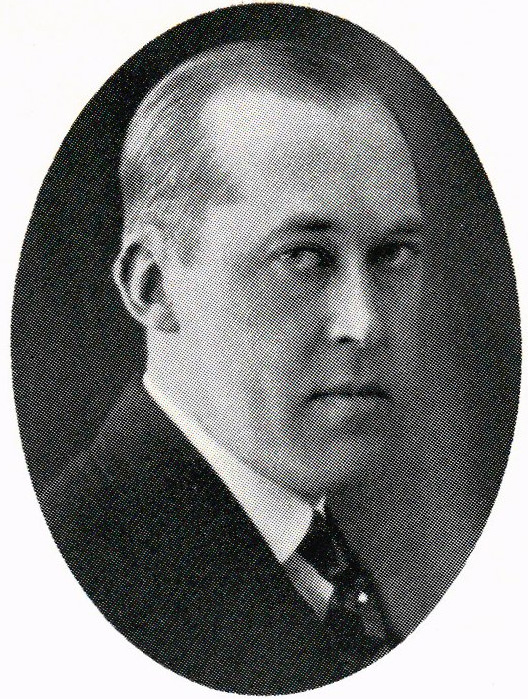
Nernst Hanson

Nernst Hanson, född 24 juli 1895 i Fiskebäckskil, död 2 januari 1984 i Göteborg, var en svensk arkitekt.

## Biografi
Hanson var anställd vid olika arkitektkontor innan han 1925 startade egen verksamhet i Göteborg. Parallellt med arkitektuppdragen var han styrelseledamot i regionplaneringsförbundet i Göteborg med omnejd 1950-1963, i J J Dicksons stiftelse från 1943 och dess ordförande 1952-1966. Han var även ledamot i Göteborgs byggnadsnämnd med flera förtroendeuppdrag.

## Verk i urval

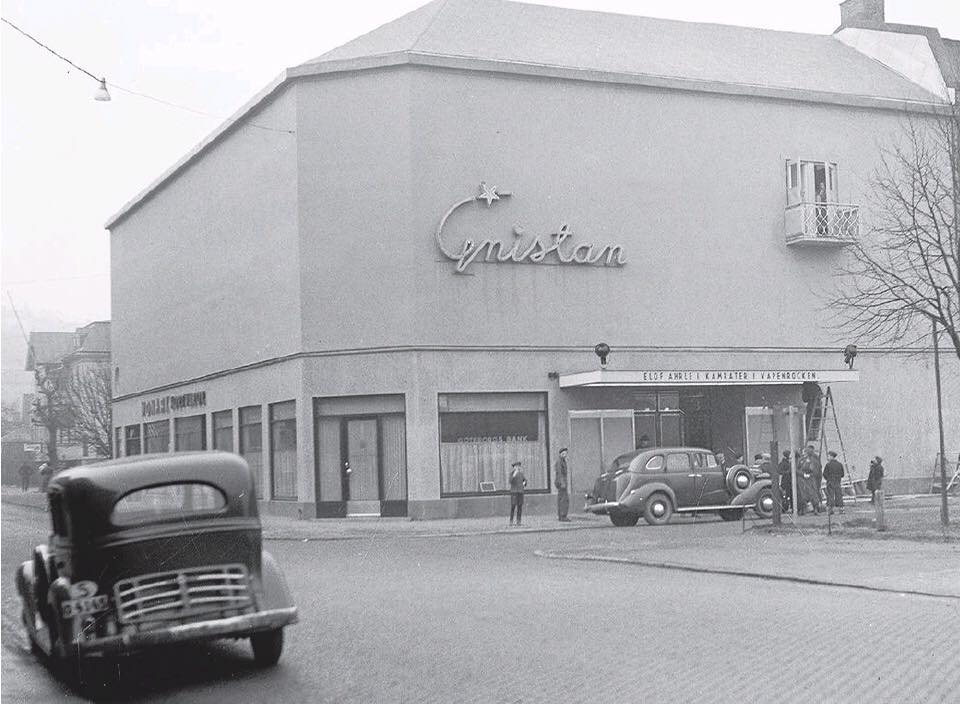
Gnistan

- Bostadshus i Göteborg (bland annat landshövdingehus på Kungälvsgatan 3-7, 1924), i Uddevalla och i Borås.
- Landshövdingehus (hörnfastighet) vid Ånäsvägen 27/Ejdergatan 5, Bagaregården, Göteborg (1925).
- Försäkringskassor, Göteborg.
- Pensionärshem, spädbarnshem, ungdomsgårdar.
- Skolor Lexby, Partille och Kungälv.
- Gnistan (biograf, Göteborg) (1938)
- Arbeten för Göteborg hamn.
- Londonskjulet, Majnabbehamnen, Göteborg (1951)
- Påbyggnad på Amerikaskjulet, Göteborg (1959)
- Centralgarage, kyrksal, kontorshus och bilverkstad vid Dahlströmsgatan i Majorna, Göteborg[1] (1959)
- Spannlandsgatan 10-16, Högsbo, Göteborg (1961)[2]